# Великая Владимирская дорога
Великая Владимирская дорога, или Большая Владимирская дорога, или Владимирская дорога — древняя грунтовая дорога проходящая из Москвы через Кучково поле, или по Сретенской улице. Этот путь вёл на Ростов Великий и далее на Ярославль и Вологду, но он в Переяславле разветвлялся, и правая ветвь дороги уходила на Юрьев и далее в Суздаль, а через него — в Шую и во Владимир.

## История
В житии преподобного Сергия Радонежского говорится, что Большая Владимирская дорога была проложена в 70-е годы XIV века, а именно участок от города Радонежа через Троице-Сергиев монастырь до Переславля-Залесского. До построения дороги через Троице-Сергиев монастырь в Переславль ездили по более старой дороге — «великая дорога старая Переяславская лесная».
Этот кружной путь из Москвы на Суздаль, Шую и Владимир существовал, по мнению известного краеведа М. И. Смирнова, ещё в XV веке при Василии Тёмном, который возвращался по этой дороге из казанского плена и по ней же, годом позднее, епископ Иона вёз его детей к Шемяке.
Позднее, когда Троице-Сергиев монастырь стал главным загородным богомольем московских княжеских семейств и когда село Александровское и слобода Великая, располагавшиеся при дороге с Переяславского большого пути на город Юрьев, стали вотчиной великого князя Василия III Ивановича (1479—1533 гг.), а затем, слившись, образовали Александровскую Слободу (будущую резиденцию Ивана Грозного), дорога на Суздаль пошла с Переяславской дороги на Троице-Сергиев монастырь и далее через Александрову слободу и Юрьев. В Суздале этот путь разветвлялся на два: одна ветвь его шла на город Шую, а другая, вдоль реки Нерли, на Владимир.
Впоследствии дорога от Москвы на Переславль, Ростов, Ярославль и Вологду и далее на Архангельск, стала ямской дорогой.

## География
Направление Великой Владимирской дороги, краевед П. П. Копышев прослеживал следующим образом. Начиная от Московского Кремля, на этот путь вела Никольская улица и Лубянская площадь; далее Большая Лубянка и Сретенка; затем через бывшую Сухаревскую площадь на 1-ю Мещанскую улицу и, уже с неё, на Троицу, Переславль, Ростов, Ярославль и далее на север. С этой дороги, было три ответвления на Юрьев:
- от Троице-Сергиева монастыря через Александрову Слободу;
- примерно от того места, где в настоящее время расположены населённые пункты: Тириброво и Лисавы — и тоже через Александрову Слободу;
- третье — из самого Переславля, вероятно, через Берендеево или Рязанцы[3].

Из Суздаля дорога шла правым берегом реки Нерль, через Боголюбово во Владимир. Другая же ветвь от Суздаля отходила через село Лежнево на город Шую и далее, в сторону Волги, туда, где впоследствии возник небольшой текстильный городок Кинешма.
Отдельные участки дороги имели местные названия. Так, участок от Москвы до Троице-Сергиева монастыря именовался Троицкой, Крестовской, а при Грозном «Ловчей» (по ней царь ездил на ловлю, то есть на охоту) дорогой; от Троицы до Александровой Слободы — Слободской дорогой; от Троицы до Переславля-Залесского — Переславской; до Юрьева — Юрьевской; от Юрьева до Суздаля — Суздальской и т.д.